# リベラーラ
リベラーラ（LIBERALA ）は、ガリバーインターナショナル（現・IDOM）が展開する販売チャネルのひとつで、高級輸入中古車を扱っている。

## 概要
2013年2月10日（日）の1号店オープンを皮切りに全国的に展開している。ポルシェやメルセデス・ベンツといった海外メーカーの輸入中古車を扱う専門店である。

## 店舗一覧

### 北海道
- LIBERALA札幌宮の沢
- LIBERALA札幌白石
- LIBERALA帯広

### 東北
- LIBERALA青森
- LIBERALA八戸（閉業）
- LIBERALA盛岡
- LIBERALA仙台
- LIBERALA仙台港
- LIBERALA山形
- LIBERALA郡山

### 関東
- LIBERALAつくば
- LIBERALA水戸
- LIBERALA宇都宮
- LIBERALA宇都宮南
- LIBERALA前橋
- LIBERALA入間
- LIBERALA川越
- LIBERALAお台場（ガレーヂ伊太利屋との共同運営）
- LIBERALA世田谷（2021年8月29日閉業）
- LIBERALA千葉

### 中部
- LIBERALA新潟（WOW!TOWN新潟のリニューアル）
- LIBERALA富山
- LIBERALA野々市
- LIBERALA甲府
- LIBERALA長野
- LIBERALA岐阜
- LIBERALA浜松和田
- LIBERALA静岡
- LIBERALA掛川
- LIBERALA沼津
- LIBERALA豊橋
- LIBERALA一宮
- LIBERALA三重

### 関西
- LIBERALA滋賀
- LIBERALA箕面（LIBERALA大阪へ改名）
- LIBERALA神戸
- LIBERALA西宮（2024年閉業し「自社ローン専門店じしゃロン西宮店」に変更）
- LIBERALA和歌山

### 中国・四国
- LIBERALAイオンモール鳥取北（閉業）
- LIBERALA岡山
- LIBERALA高松
- LIBERALA松山（2024年末閉業し「ガリバー松山店」に変更）
- LIBERALA高知

### 九州
- LIBERALA小倉
- LIBERALA久留米
- LIBERALA新宮
- LIBERALA長崎（閉業）
- LIBERALA熊本
- LIBERALA宮崎
- LIBERALA鹿児島

## ブランド名の由来
リベラーラは、ラテン語で「libera:自由」と「ala:翼」を組み合わせた造語である。